# Dombasle-en-Xaintois
Dombasle-en-Xaintois is een gemeente in het Franse departement Vosges (regio Grand Est) en telt 119 inwoners (2009). De plaats maakt deel uit van het arrondissement Neufchâteau.

## Geografie
De oppervlakte van Dombasle-en-Xaintois bedraagt 4,8 km², de bevolkingsdichtheid is dus 24,8 inwoners per km².

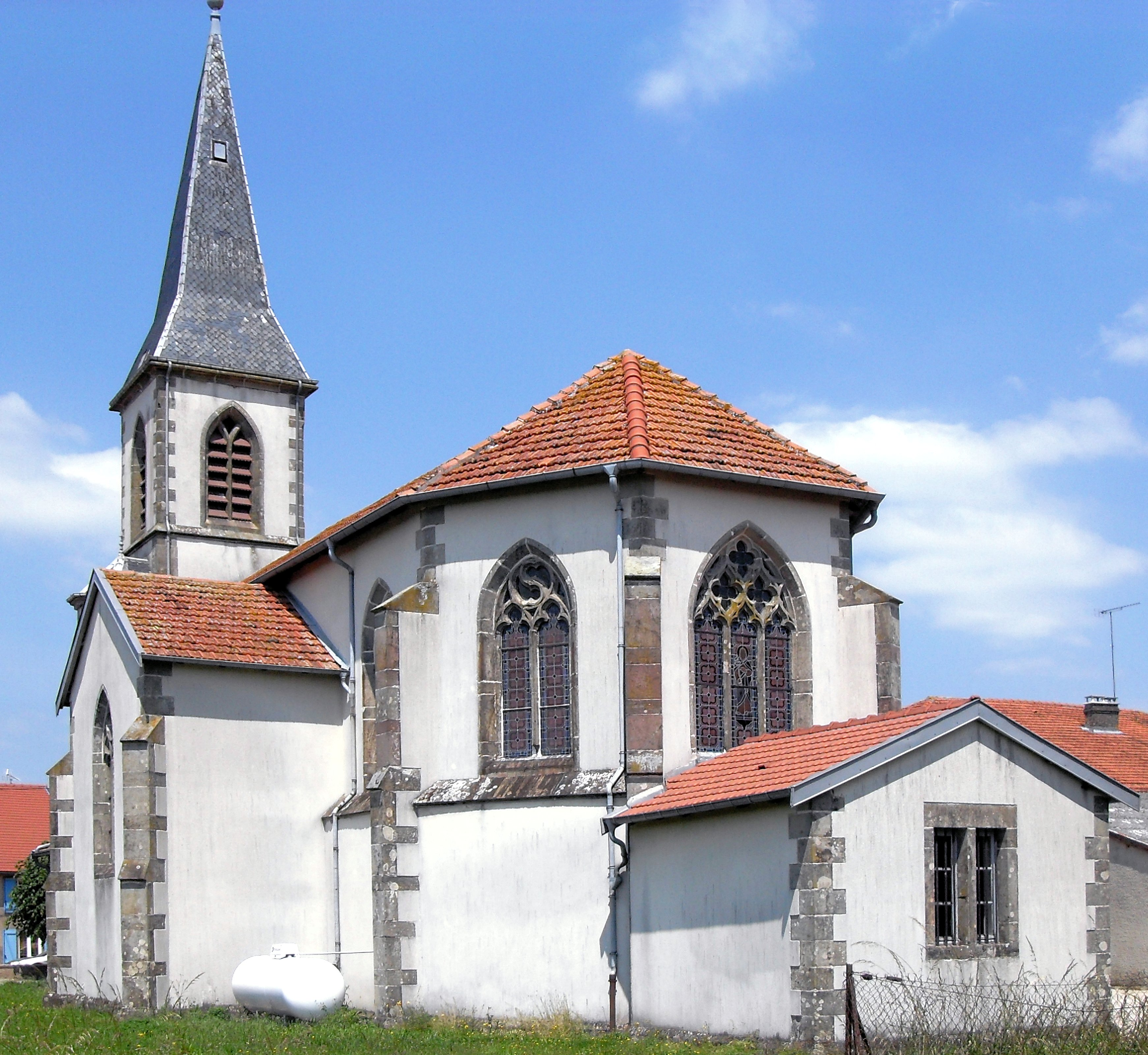
kerk van Dombasle-en-Xaintois

De onderstaande kaart toont de ligging van Dombasle-en-Xaintois met de belangrijkste infrastructuur en aangrenzende gemeenten.

## Demografie
Onderstaande figuur toont het verloop van het inwonertal (bron: INSEE-tellingen).